# Mati City
Mati City ist eine Stadt in der Provinz Davao Oriental auf der Insel Mindanao. Sie befindet sich ganz im Südosten der Philippinen.
Mati City ist die Hauptstadt der Provinz Davao Oriental.

## Namensherkunft
Der Name des Ortes leitet sich von dem einheimischen Wort maati ab, das so viel heißt wie schnell vertrocknet. Die Bezeichnung bezieht sich auf einen Bach in der Nähe des heutigen Stadtgebietes.

## Geographie
Das Stadtgebiet von Mati City umschließt die Bucht von Pujada an der südöstlichen Spitze der Provinz Davao Oriental. Im Nordosten grenzt die Gemeinde Tarragona, im Norden die Gemeinde Lupon, im Westen grenzt San Isidro und im Südwesten das Gebiet von Governor Generoso an Mati City. Im Osten erstreckt sich die Küste mit dem Zugang zur Philippinensee.
Die Stadt ist im Norden bergig und von Hügeln durchzogen. Entlang der weiten Küstenlinie zur Philippinensee ist das Gebiet eher flach und ebenerdig.
Die Gesamtfläche der Stadt beträgt 791 km², dies entspricht ca. 15,3 % der Landfläche der Provinz Davao Oriental.

## Wirtschaft
Etwa 49 % des Stadtgebietes werden agrarwirtschaftlich verwendet. Dabei sind 92,13 % der Agrarfläche für Nutzpflanzen vorgesehen. Die übrigen 7,87 % verbleiben unkultiviert bzw. unbebaut. Kokosnuss und Reis sind die wichtigsten Nutzpflanzen. Daneben werden auch Früchte, wie Orangen, Mangos und Bananen, angebaut.
Die Stadt verfügt zudem über verschiedene Vorkommen an Nickel, Mangan, Kobalt, Kupfer und Gold. Auch nichtmetallische Bodenschätze wie Silikat, Marmor und Kalkstein werden in dem Stadtgebiet abgebaut.

## Sprache und Religion
Die Hauptsprache im Stadtgebiet ist der Dialekt Cebuano, der von 68,39 % der Einwohner verwendet wird. Der Dialekt Mandayan rangiert an zweiter Stelle mit 12,72 % gefolgt von Kalagan und Boholano mit 6,423 % bzw. 3,04 % des Bevölkerungsanteils.
Die römisch-katholische Religionsgruppe stellt mit einem Anteil von 80,19 % den größten Teil der Religionsgemeinschaften. Mati ist Sitz des Bistums Mati.
Andere Religionsgruppen sind der Islam mit 7,72 %, die United Church of Christ in the Philippines mit 1,76 % und die Baptisten mit einem Anteil von 2,24 %.

## Barangays
Mati City ist politisch in 26 Barangays (Ortsteile) untergliedert:
| - Badas - Bobon - Buso - Cabuaya - Central (Pob.) - Culian - Dahican - Danao - Dawan - Don Enrique Lopez - Don Martin Marundan - Don Salvador Lopez, Sr. - Langka | - Lawigan - Libudon - Luban - Macambol - Mamali - Matiao - Mayo - Sainz - Sanghay - Tagabakid - Tagbinonga - Taguibo - Tamisan |

## Geschichte
Geschichtlichen Erzählungen zufolge war das Gebiet des heutigen Mati City in der vorspanischen Periode von den Volksgruppen der Mandayans, der Kalagans und der Maranaos besiedelt, die gute Handelsbeziehungen zu indo-malaiischen und arabischen Händlern pflegten.
Die ursprüngliche Siedlung Mati wurde historischen Quellen zufolge 1861 von zwei starken politischen Führern, Prudencio Garcia und Juan Nazareno, gegründet. Die beiden sind zudem die Begründer von Baganga und Cateel, zwei weiteren Orten am Pazifischen Ozean.
Mati wandelte sich, zusammen mit Davao, Cateel, Baganga und Caraga, am 29. Oktober 1903 mit Wirkung des Act Nr. 21 von einer Siedlung zu einer regulären Verwaltungsgemeinde. Das der Verordnung zu Grunde liegende Gesetz wurde im Jahre 1907 durch den Act Nr. 189 abgeändert und bekräftigte den Gemeindestatus des Ortes. 60 Jahre danach, 1967, wurde Mati der Sitz der Provinzregierung der neuen Provinz Davao Oriental zugesprochen.
In den folgenden Jahren kamen Einwanderer aus den Visayas, um die Arbeitsmöglichkeiten, die die Waldwirtschaft, die Landwirtschaft und die aufkommende Industrie in dem Gebiet zu bieten hatten, wahrzunehmen. Dies führte dazu, dass ein Großteil der heutigen Bevölkerung den Dialekt Cebuano, eine ursprünglich aus den Visayas stammende Sprache, verwendet.
Am 19. Juni 2007 proklamierte die offizielle Wahlkommission (Commission on Elections) die Zustimmung der Einwohner zum Republik Act Nr. 9408, der die Gemeinde Mati in den Status einer Provinzstadt (Component City) erhob. Die Volksabstimmung verzeichnete 18.267 Ja- zu 846 Nein-Stimmen.

## Klima
Das Klima in Mati City gehört zum Klimatyp III der klimatischen Einteilung für die Philippinen.
Es wird durch eine kurze Trockenzeit bestimmt, die in der Regel zwischen Mai bis Oktober auftritt. Von November bis April herrscht die Regensaison vor, mit einer durchschnittlichen monatlichen Regenmenge von 490,88 mm. Die stärksten Regenfälle sind in den Monaten Januar und Februar zu erwarten, der trockenste Monat ist der April.
Da das Stadtgebiet von Gebirgszügen umgeben ist und außerhalb des Taifungürtels liegt, bleibt es von tropischen Stürmen und Taifunen weitgehend verschont.

## Sehenswürdigkeiten
- Das Manguihay Beach Resort
- Die Insel Pujada
- Die Insel Oak
- Die Insel Waniban
- Das Gregorio-Dita Beach Resort
- Der Strand von Dahican
- Naturschutzgebiet Pujada Bay Protected Seascape
- Naturschutzgebiet Mati Protected Landscape
- Naturschutzgebiet Mount Hamiguitan Range Wildlife Sanctuary